# Peu-Richard-Kultur
Die Peu-Richard-Kultur, Französisch Culture de Peu-Richard, gelegentlich auch nur als Thénacien bezeichnet, ist eine Kulturstufe des Endneolithikums (Néolithique récent II) im zentralen Westen Frankreichs. Sie etablierte sich ab 3300 v. Chr. in der Saintonge.

## Etymologie

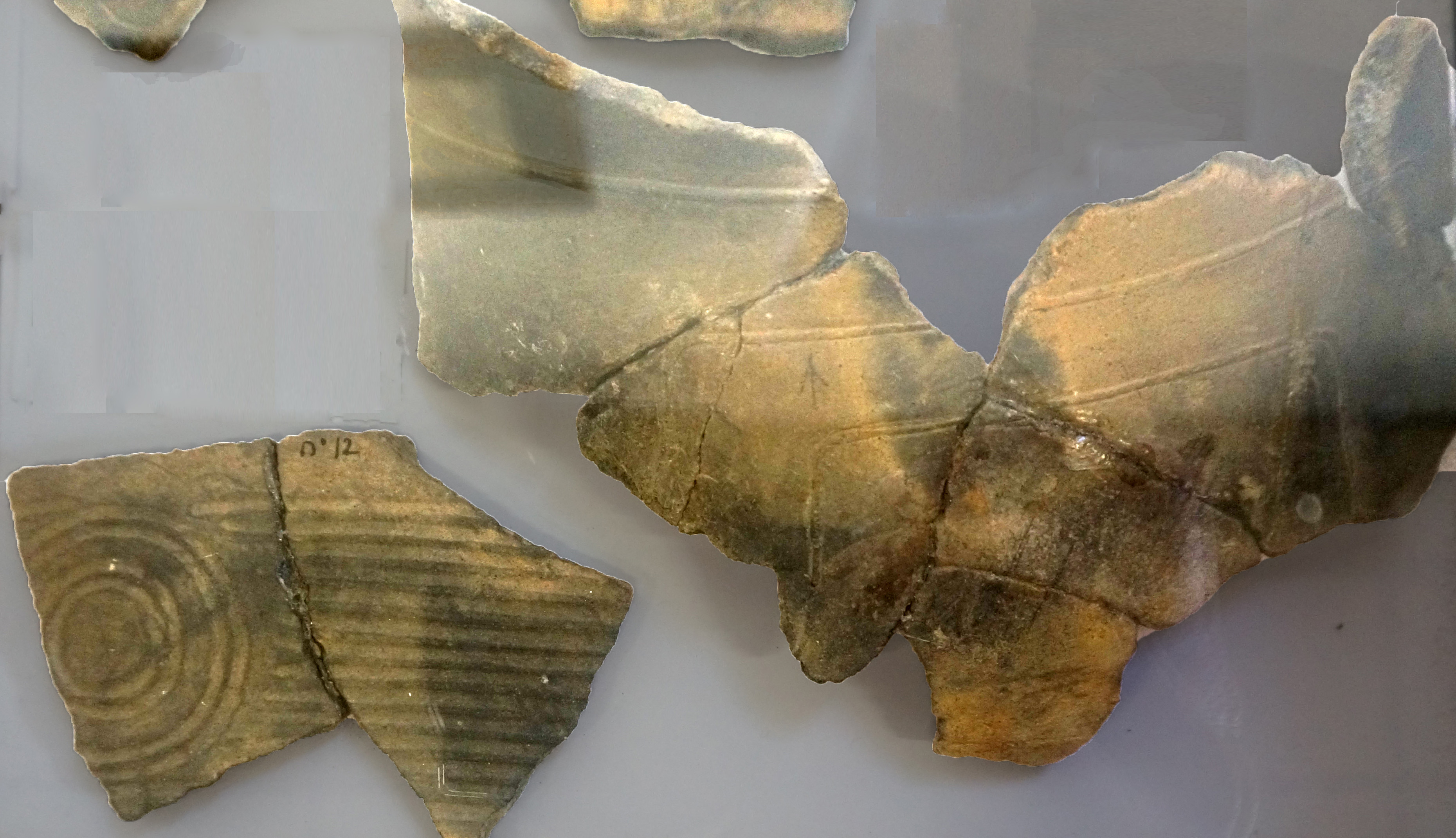
Keramik der Peu-Richard-Kultur im Musée archéologique de Pons

Der Name der Kultur ist vom Weiler Peu-Richard abgeleitet, der zum Gemeindegebiet von Thénac im Département Charente-Maritime (Region Nouvelle-Aquitaine) gehört.

## Geschichte
Die Fundstätte Peu-Richard und somit die Peu-Richard-Kultur wurde erstmals im Jahre 1884 von Eugène Eschasserieux wissenschaftlich beschrieben.

## Geographische Verbreitung
Ausgehend von ihrem Stammgebiet in der Saintonge und dem Unter- und Mittellauf der Charente erstreckte sich die Peu-Richard-Kultur nach Norden bis in die Bocage vendéen bei La Roche-sur-Yon, (mögliche Verbindungen in der Bretagne sind Conguel und Moulin des Oies) nach Süden bis in den Médoc nördlich von Bordeaux und nach Osten bis nach Cognac im westlichen Département Charente. Nach Südosten erreichte die Kultur den Mittellauf der Dronne und des Isle im Département Dordogne.
Räumlich benachbarte (und zeitlich in etwa parallel verlaufende) Kulturgruppen waren die Kérugou-Gruppe in der Bretagne, die Taizé-Gruppe im Département Deux-Sèvres, die Vienne-Charente-Gruppe (3650 bis 2450 v. Chr.) im Département Vienne und im Département Haute-Vienne sowie die Isle-Dordogne-Gruppe im Périgord. Südlich des Lots bestand das Crosien (3650 bis 2950 v. Chr.) und im Vorland der Pyrenäen in der Umgebung von Toulouse die Véraza-Kultur (3800 bis 1800 v. Chr. – Altersangaben der Kulturen nach Fouéré und Dias-Meirinho).

### Typlokalität
Die gegen Ende des 19. Jahrhunderts entdeckte Typlokalität Peu-Richard (eigentlich Puy Richard) bei Thénac lag auf einer leichten Anhöhe. Die mehrere Zehnerhektar große Anlage war von drei Grabensystemen mit mehr als 150 Meter Durchmesser umringt. Der äußere Graben war 7 Meter breit, 3,50 Meter tief und 900 Meter lang. Der innere Graben maß 9 bis 10 Meter in der Breite und besaß eine Tiefe von 2,30 Meter. Die Gräben wurden von 5 Zugangswegen unterbrochen, die von Steintürmen gesichert wurden. Auf der Innenseite der Gräben standen Holzpalisaden. Im Innern der Anlage befanden sich mehrere Hütten und ein Kornspeicher. Es wird angenommen, dass die zirka 400 Einwohner aufnehmende Anlage neben rein defensiven Zwecken vorwiegend zum Schutz der Viehherden und Haustiere errichtet worden war. Peu-Richard lieferte reichhaltige Funde von Stein- und Knochenwerkzeugen sowie unterschiedlichste Keramiken – darunter 417 Steinäxte und kleinere Beile, aber auch 230 Überreste von Getreidehandmühlen.

## Wesensmerkmale

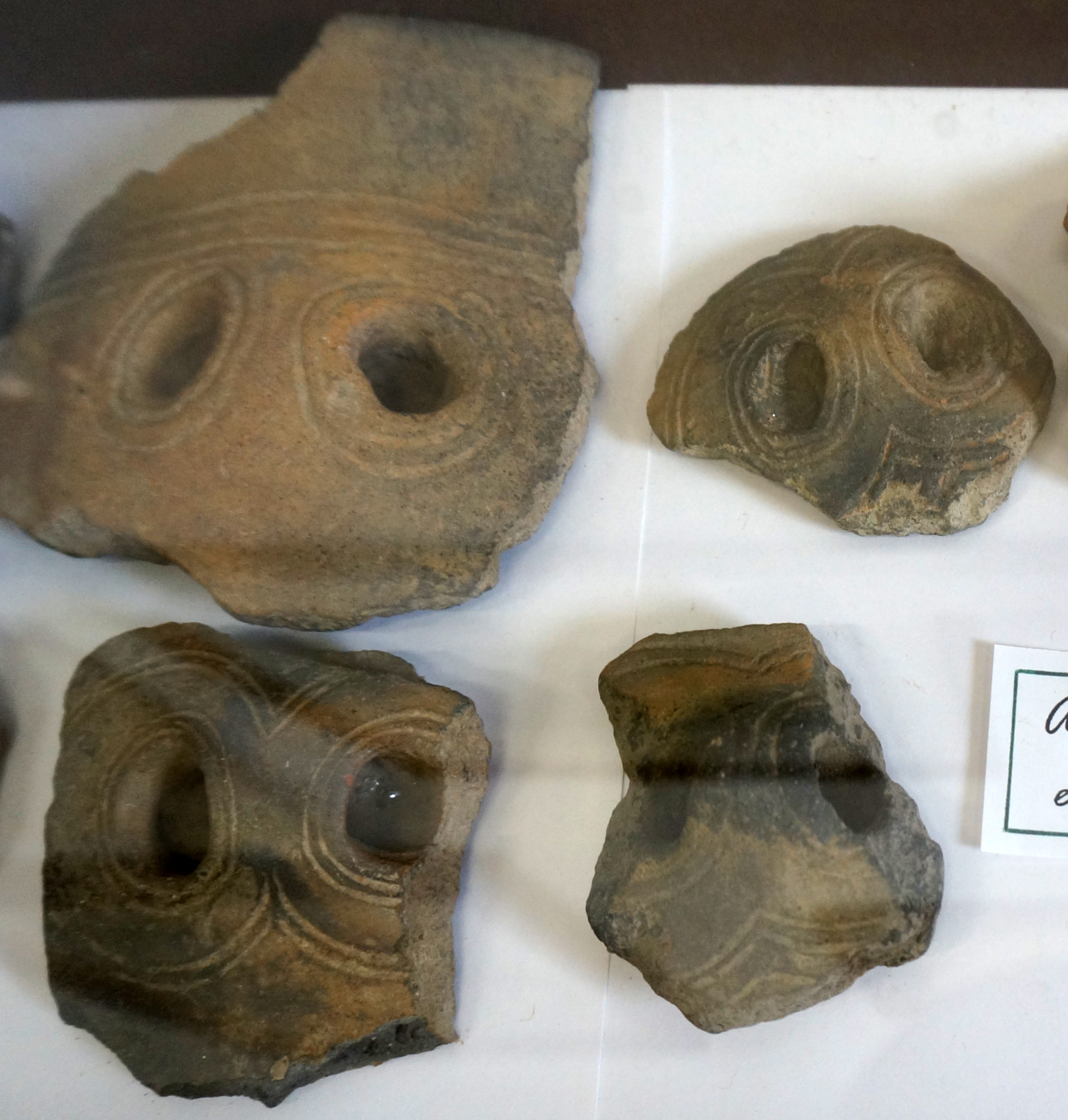
Keramik der Peu-Richard-Kultur mit charakteristischen augenförmigen Vertiefungen

### Steinwerkzeuge
Die Steinwerkzeuge der Peu-Richard-Kultur weisen gegenüber dem Mittelneolithikum und der vorangegangenen Matignons-Kultur keine großen Neuerungen auf. Neben den üblichen Schabern, Bohrern, Sticheln etc. erscheinen verschiedene Messer und sehr kleine Stichel (Französisch micro-denticulés) auf Klingenbasis. Als Bewaffnung dienten Schneidewerkzeuge, die offensichtlich mehrheitlich einen trapezoidalen Querschnitt besaßen. Die scharfen Pfeilspitzen waren entweder vom Sublaines-Typus, der ausgehend vom Angoumois bis in den Süden des Pariser Beckens und des Armorikanischen Massivs zu verfolgen ist, oder besaßen bifaziale Retuschierung – mit Vorkommen südlich des Charentetals.
Leichte Veränderungen erfuhren die Abschlagstechniken. Wurden in der kontinentalen Fazies nach wie vor ausschließlich harte Abschlagsgeräte benutzt, so kamen in der atlantischen Fazies auch weiche Abschlagsgeräte bei der Klingenherstellung zum Einsatz. Die meist recht kurzen Klingen entstammten größtenteils unipolaren Kernen und nur selten auch bipolaren Kernen mit entgegengesetzt verlaufenden Abschlagsebenen. Dominant blieben weiterhin Abschläge, die zentripetal erfolgten oder von multipolaren Kernen ausgingen. Mehr und mehr fand auch die Kombewa-Technik Verwendung.

### Keramik
Die Peu-Richard-Kultur zeichnet sich durch eine sehr vielseitige Keramik aus, die auf die Matignons-Kultur zurückgeht und eventuell auch von der Seine-Oise-Marne-Kultur beeinflusst wurde. Im weiteren Verlauf der Entwicklung kam es dann auch zu Überlagerungen mit der Moulin-de-Vent-Kultur, die weiter südöstlich am Unterlauf der Dordogne und am Unterlauf der Garonne beheimatet war (Anmerkung: die Moulin-de-Vent-Kultur wird von neueren Autoren nicht mehr als eigenständige Kultur angesehen, sondern nur noch als Unterfazies der kontinentalen Peu-Richard-Kultur betrachtet).
Die Keramik bestand vor allen Dingen aus bis zu einen Meter hohen Speichervasen mit Rundböden und Vasen des so genannten Blumentopftyps. Als Verzierungen fungierten bis zu drei waagrechte Einritzungen oberhalb der maximalen Ausbuchtung, sich überlagernde Kannelüren und Girlanden, aber auch warzenartige Vorsprünge (an den Ausbeulungen). Häufig kommen Motive in Zickzack- und Strahlen- bzw. Sternform vor. Die Öffnungen mancher Gefäße werden unterhalb ihrer Einbuchtung von paarweisen augenähnlichen Vertiefungen begleitet – was ihnen einen anthropomorphen Charakter verleiht. Dieses Wesensmerkmal leitet sich womöglich vom Endstadium der spanischen Almeríakultur ab.

## Siedlungsplätze
Die Ansiedlungen der Peu-Richard-Kultur gruppierten sich um befestigte Plätze (Grubenwerke) mit mehr als 150 Meter Durchmesser. Diese waren meist auf Anhöhen gelegen und wurden von 5 Meter breiten und 2 Meter tiefen Gräben umgeben. Beispiele hierfür finden sich neben der Typlokalität in den Gemeinden Barzan, Semussac, L’Éguille und Cozes. Besonders beeindruckend ist die prähistorische Einhegung Champ-Durand im Département Vendée.

## Begräbnisstätten
Die Verstorbenen wurden in wiederverwendeten Dolmen der Megalithkultur oder in den Gräben der Grubenwerke beigesetzt.

## Alter
Erste Vorläufer der Peu-Richard-Kultur entwickelten sich bereits um 3600 v. Chr. Ihre Hauptverbreitung erfuhr die Kultur jedoch zwischen 3300 und 2900 v. Chr. Sie überdauerte anschließend noch bis 2550 v. Chr. In Radiokohlenstoffjahren werden in etwa 4800 bis 4100 BP angesetzt, d. h. kalibriert 3550 bis 2700 v. Chr.

### Gliederung

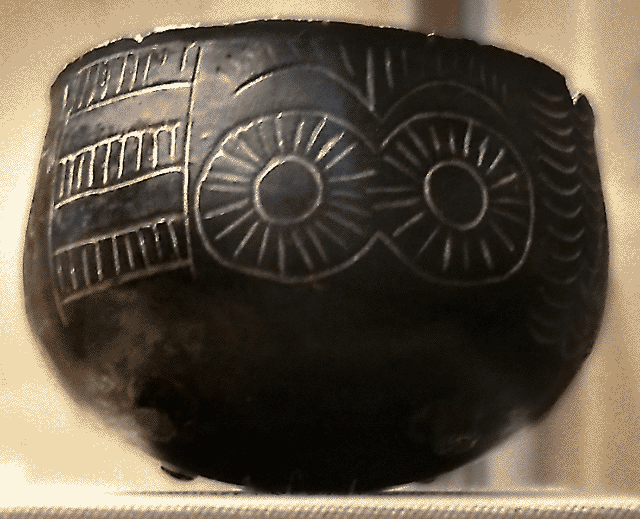
Mögliche Verwandtschaft mit dem Augenmotiv aus Los Millares

Die Peu-Richard-Kultur kann zeitlich als auch räumlich weiter untergliedert werden. Die zeitliche Abfolge lautet wie folgt:
- Endstufe  – Peu-Richard final – 4300 bis 4100 BP oder 2950 bis 2700 v. Chr.
- Rezente Stufe  – Peu-Richard récent (auch Peu-Richard II) – 4600 bis 4300 BP oder 3350 bis 2950 v. Chr. (auch 3100 bis 2900 v. Chr.)
- Antike Stufe  – Peu-Richard ancien (auch Peu-Richard I) – 4800 bis 4600 BP oder 3550 bis 3350 v. Chr. (auch 3400 bis 3100 v. Chr.)

Demzufolge begann die antike Stufe bereits um 3550 v. Chr. und die Endstufe dauerte noch bis 2700 v. Chr. an.

### Fazies
Räumlich wird eine atlantische Fazies von einer kontinentalen Fazies unterschieden. Diese Fazies sind aber nicht streng voneinander abgetrennt, sondern überlappen sich im Raum der Typlokalität. Die atlantische Fazies charakterisiert sich in ihrer Keramik durch Vasen mit ausgehöhlten Verzierungen, Kannelüren und Furchen, durchbrochenen Henkeln und auch durch flachbodige Vasen, die aber im Unterschied zur  vorangegangenen Matignons-Kultur keine Korbabdrücke mehr aufweisen. Die kontinentale Fazies besitzt ebenfalls denselben Vasentypus, unterscheidet sich aber in ihren Verzierungen, die plastisch hervortreten und mit Rippen und Schnüren versehen sind.

## Fundstätten
Neben der Typlokalität Peu-Richard in der Charente-Maritime sind mittlerweile folgende Fundstätten der Peu-Richard-Kultur bekannt:
- Abzac, Camp de Pétreau[7] – kontinental
- Barbezieux-Saint-Hilaire, Font-Rase – kontinental
- Barzan, Colline de la Garde – atlantisch
- Brie-sous-Barbezieux, Chez Joly
- Cozes, La Maison rouge
- Gensac-la-Pallue, Soubérac
- Grayan-et-l’Hôpital, La Lède-du-Gurp[8] – atlantisch
- Juillac-le-Coq, Les Matignons
- L’Éguille, Les Flottes
- La Jard, Chaillot – älter als 3400 v. Chr. – atlantisch
- La Tremblade, La Prise de l’Atelier
- Le Château-d’Oléron, Ors und Dolmen von Ors – 4070/4080 ± 120 BP oder 2650/2660 ± 170 v. Chr. – atlantisch
- Lugasson, Roquefort – kontinental
- Mainxe, Montagant/Le Brandart – kontinental
- Montils, Moulin-de-Vent – kontinental
- Nieul-sur-l’Autise, Champ-Durand[9]
- Rochefort, La Case-aux-Prêtres
- Saint-Eugène, Font-Blanche – zirka 4450 BP, bzw. 3150 v. Chr. – kontinental
- Saint-Georges-de-Didonne, Château de Didonne
- Saint-Hippolyte, La Garenne – 4790 ± 250 und 4560 ± 250 BP, bzw. 3518 ± 323 und 3260 ± 309 v. Chr. – atlantisch
- Saint-Laurent-de-la-Prée
- Saint-Seurin-de-Cursac
- Saintes, Diconche[10]
- Salles-d’Angles, Champ Commun und Grand Peu de Sang
- Segonzac, Biard und Font Belle – zirka 4450 BP, bzw. 3150 v. Chr. – kontinental
- Semussac, Chante-Alouette und Chez Reine[11] – 4070 ± 120 BP oder 2650 ± 170 v. Chr. – atlantisch
- Soubise, La Sauzaie[12] – 4360/4410 ± 120 BP oder 3070/3120 ± 170 v. Chr. – atlantisch
- Tonnay-Charente
- Vibrac, La Grande Prairie[13] – kontinental
- Villedoux, Le Rocher – 3400 bis 2900 v. Chr. – atlantisch
- Villegouge, Roanne